# فاليري س فوجت
فاليري س فوجت (بالفرنسية: Valérie Vogt)‏ هي ممثلة فرنسية، ولدت في 25 أكتوبر 1962 في رانس في فرنسا.

## وصلات خارجية
- فاليري س فوجت على موقع IMDb (الإنجليزية)
- فاليري س فوجت على موقع ألو سيني (الفرنسية)
- فاليري س فوجت على موقع قاعدة بيانات الأفلام السويدية (السويدية)
- فاليري س فوجت على موقع قاعدة بيانات الفيلم (الإنجليزية)
- فاليري س فوجت على موقع كينوبويسك (الروسية)